# Devon Hamilton
Devon Hamilton Winters est un personnage du feuilleton télévisé Les Feux de l'amour. Il est interprété par Bryton James depuis le 1er juin 2004 aux États-Unis.

## Interprète
Depuis 2004, Devon est interprété par Bryton James, ce qui lui a valu en 2007, l'Emmy Award du meilleur jeune acteur dans une série dramatique, et en 2009 le NAACP Image Award du meilleur acteur dans une série dramatique.

## Histoire

### La rencontre avec les Winters
- Devon apparaît d'abord comme un adolescent rebelle ; on le voit dans un centre de loisirs ouvert par Victor Newman où il devient ami avec Lily Winters. Elle et sa mère Drucilla aident Devon ; Drucilla se souvient avoir été dans la même situation quand elle était jeune. Elle le prend donc sous son aile et lui propose de venir habiter chez eux quelque temps. Drucilla s'attache à Devon et essaie de convaincre son mari, Neil Winters de l'adopter. Il est d'abord contre l'idée, mais prend finalement Devon. Il aide aussi la mère toxicomane de Devon, Yolanda à s'en sortir. Devon éprouve des sentiments envers Lily ce qui est gênant car elle est sa sœur adoptive, mais leur meilleure amie Sierra Hoffman l'aide à s'en sortir.
- Vers l'âge de 19 ans, Devon est frappé par la méningite, et sa vie est en danger. Malgré les soins, il devient sourd et cela affecte toute la famille, particulièrement Neil Winters et Drucilla qui sont dans une mauvaise passe à cause de la paternité de Lily. Tous doivent se mettre à apprendre la langue des signes. Devon réussit quand même à retrouver une bonne partie de son audition grâce à des implants cochléaires. Tout va bien pour Devon, qui reprend ses cours à l'université, et trouve même un travail à Newman entreprise.

### La mort de Drucilla
- En 2007, sa mère adoptive, chute du haut d'une falaise. Son corps n'est jamais retrouvé. Toute la famille Winters est profondément attristée et tient Phyllis pour responsable de cet accident. En effet, Drucilla voulait secourir Sharon, sa meilleure amie, dans une énième dispute avec Phyllis. Elle perdit l'équilibre et tomba ; on ne retrouva que son blouson. Par la suite, Phyllis est emprisonnée (non pour ce motif), et la colère des Winters s'apaise. Ne leur reste que la tristesse d'avoir perdu une mère ou une femme.
- Devon vit avec Lily et son mari, Daniel Romalotti. Lorsque le mariage de sa sœur bat de l'aile et que Lily décide de divorcer, Devon rencontre Daniel à la porte, avec ses affaires emballées dans des sacs poubelles. Il le dénigre beaucoup auprès de Lily. Il se montre très jaloux de tous ses petits copains et l'on peut se demander s'il n’est pas toujours amoureux d'elle. Cette jalousie ne l'empêche pas d'avoir une petite amie, Roxane, qui apparaît pour la première fois à la fête du divorce de Lily.
- Neil commence à sortir avec Karen Taylor, une nouvelle employée de Newman entreprise. Il l'invite plusieurs fois chez lui en présence de ses enfants. Devon et Lily n'aiment pas du tout Karen et se moquent d'elle. Leur père les surprend et leur fait la morale en leur disant que ce comportement n'a rien de ce qu'il leur a appris. Devon comprend alors que Karen peut aider son père à aller mieux sans pour autant remplacer Drucilla. Il raisonne Lily et tous deux acceptent Karen.
- Lily déménage de son appartement pour retourner vivre avec son père, dans la maison familiale. Elle cherche à se rapprocher de sa mère. Elle commence à sortir avec Cane Ashby ce qui n'est pas du goût ni de son père, ni de Devon. Agacée par la surprotection de son père, elle décide de vivre seule. Devon lui propose alors de revenir vivre avec lui. Lily est d'accord, mais à la condition qu'il ne se mêle plus de sa vie privée. Il accepte. Un peu plus tard, Chloe Mitchell viendra habiter avec eux.

### L'arrivée de Tyra et d'Ana
- En juin 2008, Tyra, la tante de Devon, et sa fille Anna arrivent en ville. Devon est agréablement surpris par le talent de chanteuse de sa cousine et décide de se lancer, lui aussi, dans une carrière musicale. Son père s'y oppose formellement. Tyra avoue qu'Ana n'est pas sa fille et qu'elle n'est pas la sœur biologique de Yolanda, la mère de Devon et d'Anna. Anna et Devon sont donc frères et sœurs. Cette nouvelle bouleverse la petite fille mais Lily et Devon (qui ont des expériences similaires) l'aident à l'accepter. Devon en veut énormément à sa tante.
- Peu de temps après, Yolenda dépose une requête pour enfant disparu, il s'agit d'Anna. Neil, qui est maintenant marié à Karen, propose d'adopter Anna, le temps que la situation se régularise. Finalement, Tyra obtient la garde d'Anna. Son neveu est toujours en colère contre elle et estime qu'elle ne devrait pas avoir la garde de sa sœur.
- Tyra est de plus en plus attiré par Neil, et après lui avoir longtemps résisté, il finit par tromper Karen avec elle. Karen l'apprend et lui apporte les papiers du divorce, avant de quitter la ville tristement. La relation entre Tyra et Neil augmente la colère de Devon. Le 12 août 2009, ils se disputent et Tyra tente de lui expliquer qu'elle est une Hamilton au même titre qu'il est un Winters. Devon se fâche et réalise qu'il va trop loin dans ses propos. Il prend sa tante dans ses bras, pour la réconforter, et ils finissent par coucher ensemble. Roxane les surprend et rompt avec Devon. Cela arrive également aux oreilles de Neil, qui est écœuré par l’attitude de son fils et de Tyra. Ces derniers s'accordent à dire que c'était une erreur. Tyra quittera la ville avec Anna, au grand regret de cette dernière. Roxane et Devon se réconcilieront et Neil pardonnera à son frère qui allait chercher son fils.

### Sa carrière musicale
- Fin 2009, Malcolm, le frère de Neil, revient à Genoa après avoir laissé sa famille sans nouvelles pendant plusieurs années. Il vient soutenir Lily, à qui on a diagnostiqué un cancer des ovaires.
- Devon obtient son diplôme à l'école de Musique. Il a alors la possibilité de trouver un bon travail dans ce domaine-là mais il préfère travailler avec Malcolm en tant qu'assistant-photographe afin d'avoir de l'argent de côté puis de lancer dans une carrière musicale, son véritable objectif à la grande surprise de Neil.
- En juin 2010, Lily et Cane deviennent les parents de jumeaux qu'ils appellent Charlie & Matilda. Devon devient leur parrain.
- Fin 2010, Noah Newman revient en ville. Il a l'occasion de chanter et de jouer de la guitare à l'exposition de Danny, ce qui surprend tout le monde. C'est alors que Devon lui propose d'enregistrer un album et d'être son producteur. Noah accepte et enregistre une démo. Il est très vite repéré par Resurrection Music, le label de Tucker McCall (le fils caché de Katherine Chancellor). Puis Devon et Noah décident d'aller à New-York afin que Noah enregistre son album.
- Devon revient brièvement en février 2011 pour soutenir Lily qui a perdu Cane.

### Le nom du père biologique de Devon enfin révélé
- Quelques mois après l'accident de Tucker en mai 2011, Noah et Devon reviennent à Genoa pour finir d'enregistrer l'album de Noah. Ils sont accompagnés d'une jeune fille, Hunter Forlani. Il est présent lorsque les Winters apprennent que ce n'est pas Cane qui est mort en février 2011 mais son frère jumeau caché, Caleb, dont le but avec leur père Colin (le nouveau mari de Jill) étaient d'enlever les jumeaux. Il se montrera très protecteur envers sa sœur après ça. La carrière musicale de Devon prend un tournant quand Noah, le 1er septembre 2011, lui avoue qu'il ne finira pas l'album avec lui car il a accepté de créer des musiques publicitaires pour Jabot. Tucker apprend la nouvelle le jour-même et ordonne à Devon de lui trouver un nouveau talent en moins de 24h sinon il sera viré. Devon pense alors à sa sœur Ana mais le problème est qu'elle entre au lycée et ne peut pas tout plaquer. Le lendemain, Tucker vire Devon. Au même moment, Paul annonce à Katherine que Devon est le fils de Tucker. En effet, après son accident, Tucker est tombé dans le coma et son état était critique. Les médecins ont demandé quelles étaient les dernières volontés de Tucker à Katherine, car il y avait peu de chances qu'il survive. C'est alors qu'elle découvrit avec Sofia, dans son testament, que Tucker souhaitait lui donner les rênes de McCall Unlimited ainsi que 20 millions de dollars à son fils quand son identité se ferait connaître. Tout le monde était choqué, car personne ne savait qu'il avait un fils. Katherine a alors demandé à Paul de retrouver le fils de Tucker en secret. Tout au long de son enquête, il trouva de nombreuses photos de Tucker dans les années 1980 avec plusieurs groupies dont l'une qui revenait souvent. Paul parvint à retrouver cette groupie, Amy Koslow surnommée Lolipop à l'époque. Celle-ci lui avoua qu'elle n'a jamais entretenu de relation avec Tucker mais qu'elle connaissait une des groupies qui était follement amoureuse de lui. Elle était surnommée Candy Cane et elle a soudainement quitté la scène parce qu'elle était enceinte d'après les rumeurs. Paul creusa dans cette direction et découvrit que Candy Cane était Yolanda Hamilton et par conséquent que Devon était le fils caché de Tucker. Katherine, qui refusait que Devon et Tucker connaissaient leur lien de parenté, change d'avis et se rend chez Tucker pour tout lui dire mais elle préfère se taire finalement quand elle voit qu'il la snobe et qu'il refuse de se réconcilier avec elle. De plus, après que Tucker ait renvoyé Devon, elle décide de l'embaucher en tant que président de son nouveau label, filiale des Industries Chancellor.
- Début octobre 2011, Tucker assigne Katherine au tribunal pour récupérer Jabot. Elle demande à Jack de témoigner en sa faveur mais celui-ci refuse en prétextant qu'il ne veut pas faire partie de leurs querelles familiales. En réalité, il va témoigner pour Tucker parce que celui-ci lui a promis qu'il lui revendra Jabot s'il gagne. Quand la séance est sur le point de commencer, Jack arrive et s'assoit auprès de Tucker & Sofia. Katherine est bouche bée, elle n'en revient pas qu'il ait pu la trahir. Le juge statue finalement pour Tucker et annule la vente de Jabot aux industries Chancellor après que Jack lui ait dit qu'il aurait pu acheter l'entreprise beaucoup plus chère que Katherine l'a payé. À la fin de la séance, elle fait un AVC. Quand il l'apprend, Tucker décide d'aller la voir à l'hôpital et en passant devant la salle d'attente de l'hôpital, il entend une conversation entre Jill et l'avocat de Katherine dans laquelle Jill lui dit que personne ne doit savoir qu'elle a mis Devon sur son testament. Tucker les confronte immédiatement mais ils ne veulent rien lui dire. Il leur demande pourquoi elle le traite comme un membre de sa famille et c'est à ce moment-là qu'il comprend que Devon est son fils, que Katherine l'a retrouvé et que c'est pour ça qu'elle l'a mis sur son testament. Il n'en revient pas et est complètement ému. Il s'empresse de le dire à Sofia, qui le dit après à Neil. De plus, il se met à la recherche de Devon pour lui dire la vérité. Il le trouve chez Lily et lui demande de venir chez lui. Là, il lui dit tout. Devon réagit très mal en apprenant la nouvelle, encore plus quand Tucker lui dit que sa mère était seulement l'une de ses nombreuses conquêtes. Il lui fait comprendre qu'il ne sera jamais son père à ses yeux, ce qui blesse Tucker. Devon va ensuite voir Katherine et lui dit à quel point il est déçu de son comportement et qu'il n'a absolument plus confiance en elle.
- Après que Phyllis ait écrit un article sur Devon et lui dans Style & Effervescence, Yolanda, qui se fait désormais appeler Harmony par rapport à l'équilibre qu'elle a trouvé dans sa nouvelle vie, revient en ville pour donner des explications à Devon. Elle lui explique qu'elle ne lui a jamais dit qui était son père car il ne voulait déjà pas d'elle donc elle ne voulait pas le forcer à rester avec elle en le piégeant avec un enfant. Devon l'accuse alors d'être responsable de tout ce qu'il a subi. De plus, il lui dit qu'il ne croit pas une seconde qu'elle ait changé et pense qu'elle est revenue parce qu'elle a appris qu'il était l'héritier de deux grandes fortunes. Il lui demande même de repartir à Millewaukee avant de s'en aller lui-même afin de rejoindre Neil. Ils discutent et Neil lui fait comprendre qu'il doit accepter que Tucker & Katherine soient de sa famille car cela ne changera jamais. En revenant chez lui, il a la mauvaise surprise de voir ses parents. Devon leur demande de partir mais Tucker lui demande juste un moment pour lui parler. Neil & Yolanda s'en vont et laissent le père et le fils en tête-à-tête. Tucker s'excuse de ne pas avoir été là pour lui. Il regrette que Yolanda ne lui ait rien dit mais Devon souhaite qu'il assume sa part de responsabilité car lui n'a pas réussi à le retrouver en 20 ans alors que Paul l'a fait en quelques semaines seulement. Alors il accepte ses excuses mais refuse catégoriquement d'avoir une relation père-fils avec lui. Après ça, c'est Katherine qui lui rend visite pour lui demander de continuer à travailler avec elle parce qu'elle pense qu'il a un véritable talent dans la musique, bien qu'elle l'ait aussi engagé parce qu'elle a su qu'il était son petit-fils. Mais il refuse et fait tout pour ne pas se rapprocher d'elle ainsi que de Tucker. Au contraire, il réaffirme ses liens avec les Winters et va voir son nouveau petit frère, Moses, avec Neil après l'accouchement de Sofia. Pendant ce temps, Tucker organise une conférence de presse dans laquelle il avoue officilement que Devon est son fils, qu'il est content de l'accueillir dans sa famille et qu'il souhaite construire une vraie relation avec lui. À la fin de la conférence, Yolanda l'appelle mais ne la reconnaissant pas et la prenant pour une journaliste, il lui demande de le laisser tranquille. Le lendemain, Ashley lui raconte l'histoire de Devon et notamment le fait que sa mère soit tombée dans la drogue. Il prend conscience que son fils a vécu l'enfer mais qu'il a réussi à s'en sortir. Il se rend chez Devon mais y trouve Harmony. Il ne la reconnaît pas donc elle est obligée de lui dire qui elle est. Il n'en revient pas, après toutes ces années. Harmony se souvient qu'ils se sont vus pour la dernière fois lors d'un concert d'un groupe de rock. Tucker s'en souvient mais ne se rappelle pas l'avoir vu. Elle lui explique, assez énervée, qu'il a fait exprès de ne pas la voir puisqu'il a passé la soirée à l'ignorer jusqu'à tant qu'il envoie son laquais lui remettre de l'argent pour taire sa grossesse. Tucker jure qu'il n'a rien fait et qu'il n'aurait jamais agi de la sorte s'il l'avait su. Elle lui apprend qu'elle a parlé de sa grossesse à son road manager, Ruben et qu'il lui a dit qu'il en parlerait à Tucker. Or, il ne l'a jamais fait et a voulu dissimuler cette grossesse. Tucker réalise alors que son fils a grandi balloté de foyer en foyer à cause d'un malentendu alors qu'il aurait pu s'occuper de lui. Il demande ensuite à Yolanda de s'en aller en échange d'argent mais elle refuse et lui montre qu'elle est aujourd'hui de retour seulement pour Devon. Katherine lui propose alors de venir vivre chez elle le temps qu'elle reste à Genoa, après l'avoir vu dormir dans sa voiture. Mais peu après, Harmony décide de respecter la volonté de Devon en s'en allant, tout en lui laissant ses coordonnées en cas de besoin.

### L'expérience musicale avec Angelina: un rapprochement père-fils
- Le soir d'Halloween, Angelo Veneziano, un mafieux assez proche des Bardwell arrive en ville avec sa fille pourrie-gâtée Angelina. Celle-ci, qui aspire à une carrière de chanteuse, veut participer à un concours de chanson qui a bientôt lieu mais chante très faux. Cependant, son père et elle sont convaincus qu'elle deviendra une grande chanteuse. C'est pourquoi Gloria (qui désespérément besoin de l'argent d'Angelo depuis que Jeffrey est parti avec toutes leurs économies) demande à Devon d'être son manager. Très vite après son arrivée, Angelina s'intéresse à Kevin et n'hésite pas à lui faire du rentre-dedans, même devant Chloé avec qui il est fiancé, ce qui a le don de l'agacer. Elle va jusqu'à demander de l'aide à Devon pour le conquérir. Finalement, Devon, Danny, Kevin et Chloé constatent qu'elle chante merveilleusement bien quand elle voit Kevin. Cependant, le concours finit par être annulé alors Devon poste un échantillon de sa voix sur Internet.
- Peu après, Tucker & Ashley décident de se marier devant leurs famille et amis. Tucker avoue alors qu'il souhaiterait vraiment que Devon vienne à la cérémonie. Il lui envoie un faire-part mais lorsqu'il le reçoit, Devon le jette. Mais finalement lorsqu'ils renouvellent leurs vœux le 18 novembre 2011 (épisode diffusé en France à la fin du mois de mars sur TF1), il leur fait la surprise d'assister à la cérémonie. Abby et Traci sont les demoiselles d'honneur d'Ashley et Sofia le témoin de Tucker. C'est d'ailleurs à ce moment-là qu'Harmony revient en ville après avoir perdu son emploi à Milwaukee. Quelques jours plus tard, lors de Thanksgiving, Neil & Sofia annoncent leurs fiançailles à Lily, Cane & Devon. Grâce à Abby, Devon obtient un espace dans la tour de Style & Effervescence pour y créer son propre label. En même temps, il remet à Katherine l'argent qu'elle lui a avancé, ce qui la blesse et montre une nouvelle fois qu'il ne veut rien à voir à faire avec elle.
- Harmony et Devon se trouvent rapidement un point commun : la passion pour la musique. De plus, Devon apprécie la sincérité de sa mère et le fait qu'elle ne se serve pas de lui, contrairement à Katherine et Tucker. Ainsi, ils se rapprochent et Harmony lui propose de l'aider à faire ressortir le talent d'Angelina. Le 15 décembre, Neil & Sofia se marient devant leur famille. Ce jour-là, Devon a rendez-vous avec un grand producteur de musique, ce qui fait qu'il ne va pas au mariage. Cependant, il déchante quand il s'aperçoit le producteur en question est Tucker. Il refuse alors son offre mais lui dit qu'il acceptera ses conseils s'il en a besoin avant d'aller au mariage. Pendant ce temps, la cérémonie s'achève et Neil s'en va sans prévenir personne, laissant Sofia seule accueillir Tucker & Devon.
- Devon apprend qu'Harmony s'occupe de la chorale de Noel, composée d'enfants de la ville. Le soir de Noel, Katherine fait venir Ana, qui interprète pour l'occasion "Holly Night" (Douce Nuit), pour faire une surprise à Devon et surtout Harmony, qui ne l'a pas revu depuis toute petite. Tout le monde voit alors Harmony émue. Ana et elle se serrent dans les bras pour la première fois depuis longtemps. À la fin du spectacle, Devon et Ana se retrouvent au Néon Ecarlate. Elle lui conseille de pardonner Katherine car même si elle s'y est prise de la mauvaise façon, elle voulait seulement faire partie de sa vie. Juste après, Angelo oblige Kevin à le suivre au studio de Devon pour faire une bonne prise de la chanson d'Angelina, "Leave with you", alors qu'il se marie le soir même. Kevin refuse étant donné qu'il se marie aujourd'hui. Après avoir enregistré cette nouvelle prise, Angelina fait mine d'avoir un malaise. Kevin l'accompagne à sa voiture et c'est là qu'elle lui annonce qu'elle est enceinte de Carmine et que celui-ci pense qu'il est le père biologique du bébé. Kevin n'en revient pas et craint d'avoir des problèmes avec Angelo. Mais, soudain une voiture passe à vive allure et leur tire dessus. Ils montent dans la voiture et s'enfuient. Kevin veut malgré tout se rendre à son mariage mais Angelina lui dit qu'il ne peut pas car Carmine va les suivre et pourrait mettre sa famille et Chloé en danger. Elle lui dit qu'il ne peut pas prévenir la police par rapport aux activités de son père donc le mieux est qu'ils quittent temporairement la ville. Kevin refuse mais quand il comprend qu'il n'y a aucune solution, il accepte de le faire pour protéger Chloé. À l'église, tout le monde attend Kevin. La mariée est arrivée et commence à s'inquiéter. Soudain, elle reçoit un appel de Kevin qui lui dit qu'il annule le mariage car il a besoin de temps pour réfléchir. Chloé ne comprend pas puisque tout allait bien entre eux. Kevin lui dit qu'elle n'y est pour rien, qu'il lui faut juste du temps pour ne pas se tromper mais qu'il ne la quitte pas pour autant. Chloé, le cœur brisé, lui dit qu'elle comprend et qu'ils auront une discussion à son retour.
- Tucker & Devon vont se rapprocher à leur tour. Ensemble, ils gèrent les conséquences de la fuite d'Angelina et travaillent sur le remix de sa chanson avec un rap. Peu après le succès qu'il a rencontré en produisant la chanson d'Angelina, Devon avoue à sa mère qu'il y a certains sons qu'il n'entend pas avec son implant. Elle décide alors de l'aider en secret et en parle à Tucker. Celui-ci parvient alors à prendre rendez-vous pour lui avec un grand spécialiste en la matière.
- Le 10 février, Kevin et Angelina se marient et reviennent ensuite à Genoa. Devon lui présente le remix de sa chanson sauf qu'elle ne l'aime pas et finit même par le virer. Cependant, détenant tous les droits sur cette chanson, Devon assure la sortie de cette version de la chanson. Celle-ci rencontre un vif succès, comme la première. Alors Angelina s'excuse et le réengage. Devon accepte à condition qu'Angelo n'intervienne pas dans leur travail.
- Harmony découvre ensuite que l'entreprise de Tucker donne des fonds à plusieurs recherches scientifiques, dont l'une concernant un implant qui permettrait de retrouver une parfaite ouïe. Elle en parle à Tucker qui propose alors à Devon de participer au projet. Celui-ci refuse catégoriquement mais Neil & Harmony le convainc de donner une chance à son père de l'aider. Ainsi, il obtient un rendez-vous avec un spécialiste à Dallas. Il demande à Neil & Harmony de l'accompagner. Tucker, qui ne le montre pas tout de suite, est alors vexé. Il confie à Ashley qu'il aimerait être aux côtés de son fils pour le soutenir, comme tout bon père. Alors peu avant son départ, il demande à Devon d'accepter qu'il l'accompagne car il a besoin d'être là pour s'assurer que tout va bien. Il accepte. Pendant leur séjour à Dallas, Tucker tente une nouvelle fois de se rapprocher de Devon. Mais il remarque aussi un rapprochement entre Neil & Harmony. Il la confronte et l'accuse de tourner autour Neil, ce qui la met en colère. Il lui dit que peu importe ses intentions, il ne la laissera pas détruire le mariage de Neil & Sofia et faire du mal à Sofia, son amie de longue date, par la même occasion. L'opération de Devon est un succès : avec les implants qu'il porte à chaque oreille, il retrouve une ouïe complète. Cependant, les implants nécessitent un certain temps pour fonctionner correctement, ce qui fait qu'il devient temporairement sourd après l'opération. Il demande alors à Tucker de l'aider à éditer ses chansons, et notamment une nouvelle qu'il a écrite pour Angelina. Quand il présente le texte de la nouvelle chanson, Angelina lui dit qu'elle souhaite en modifier les paroles, plus en accord avec ses sentiments actuels étant donné qu'elle est sur le point de rompre avec Kevin. Le soir du 26 mars, l'annulation du mariage de Kevin et d'Angelina est prononcé alors Kevin et Chloé décident de se marier sur-le-champ au Gloworn. Angelina fait alors découvrir aux jeunes mariés et aux invités son nouveau single intitulé "Good Goodbye" avant d'annoncer à tout le monde qu'elle quitte Genoa le soir-même pour poursuivre sa carrière de chanteuse à Los Angeles avec son père comme manager.

### La réconciliation avec Katherine
- Peu après, Katherine demande à Neil de reprendre son poste aux industries Chancellor, qu'il a quitté quand la vérité a éclaté sur Tucker et Devon. Prêt à se réconcilier avec elle, il accepte mais il craint la réaction de Devon. Il en parle alors à Devon mais Katherine décide ensuite d'aller le voir aussi, en personne, pour le lui dire et savoir son ressenti par rapport à ça. Elle le surprend quand elle utilise le langage des signes pour pouvoir communiquer avec lui. Devon lui dit honnêtement qu'il n'a rien contre la proposition qu'elle a faite à son père mais il lui avoue que lui personnellement ne lui a pas encore pardonné ce qu'elle a fait. Cependant, Katherine lui fait comprendre qu'elle n'est pas éternelle et qu'elle aimerait vraiment avoir une relation avec lui avant qu'elle ne meure. Alors après réflexion, il lui propose de repartir sur des bonnes bases. Katherine accepte avec grand plaisir mais souhaite que ni lui ni elle n'oublient ce qui s'est passé de manière à ne pas refaire les mêmes erreurs.

En 2013, lors de la lecture du testament de Katherine Chancellor, Devon Hamilton hérite d'une somme de 2 500 000 000 $. Il devient alors multimilliardaire.

### Sentiments pour Hilary
En juin 2013, Hilary débarque à Genoa en tant qu'assistante de Cane aux industries Chancellor (Chancellor Industries en VO). Très vite, elle se rapproche de la famille Ashby, et se sent impliqué dans de nombreuses fêtes (l'anniversaire des jumeaux le 25 juin). Parallèlement, Neil subit un acharnement répété chez G-Buzz : en effet, des articles circulent sur Neil et sa famille afin de les détruire. Il est révélé en août 2013 que Hilary Curtis s'appelle en réalité Ann Turner, et qu'elle à une dent contre Neil. Après avoir découvert les circonstances de la vengeance d'Hilary, Neil décide de lui offrir un moyen de rédemption en restant faire sa vie à Genoa. Les mois passèrent, et Neil commence à développer des sentiments pour Hilary, Devon également. Au départ, Devon nie avoir de sentiments pour Hilary, mais au fil du temps, il se rend compte qu'il aime Hilary. Le soir de la Saint-Valentin 2014, il surprend Hilary embrasser par mégarde Jack, il devient jaloux et couche avec Esmeralda, un mannequin. Quelques semaines plus tard, lorsqu'il tente d'avouer ses sentiments à Hilary, il l'entend en plein ébat sexuel avec Neil. Mais Devon reste convaincu qu'Hilary est faite pour lui, et non pour son père. Hilary se rend vite compte qu'elle à des sentiments pour Devon, mais malgré les sentiments qu'elle a pour Devon, elle finit par épouser Neil le 24 juin 2014.

### Mariage d'Hilary et Neil
- Le 24 juin 2014 (épisode diffusé en mai 2017 en France), Hilary épouse Neil au Parc Chancellor. Devon, amoureux d'Hilary, tente de la dissuader d'épouser Neil mais elle refuse, bloquée par ses sentiments. Quelques semaines plus tard, Hilary finit par admettre ses sentiments à Devon, elle envisage même de quitter Neil mais au même moment, en voulant réparer la boîte d'électricité, Neil devient aveugle lorsque celle-ci explose. Après cet incident, Hilary choisit de rester avec Neil, afin de le soutenir. Bien que Neil, qui est devenu aveugle, a demandé le divorce a Hilary, celle-ci décide de rester avec lui pour le soutenir, laissant Devon blessé.
- Hilary et Devon ont, cependant, du mal à se remettre de leur "séparation". Devon s'impatiente qu'Hilary laisse tomber Neil pour lui, et Hilary n'arrive pas à faire un choix. Lors de la fête commémorative de Katherine Chancellor, Hilary et Devon dansent ensemble mais estime que cela ne doit pas aller plus loin, par respect pour Neil.

### Hilary trompe Neil et trahison de Devon envers son père
- En septembre 2014 (diffusé en juillet 2017 sur TF1), Malcolm revient brièvement à Genoa pour voir son frère. Il aide Neil à s'adapter à sa nouvelle vie et l'épaule. Après son départ, Hilary croise Devon à l'Athletic Club. Elle tente de s'en aller mais il l'en dissuade. Il finit par lui avouer une nouvelle fois ses sentiments pour elle, Hilary résiste au départ mais cède rapidement à la tentation et ces derniers finissent par coucher ensemble. Au même moment, Neil, qui à une discussion avec Lily, songe à divorcer d'Hilary afin qu'elle s'épanouisse avec quelqu'un d'autre. En parlant avec Hilary plus tard, cette dernière refuse le divorce et souhaite rester avec lui pour le soutenir malgré ses sentiments pour Devon et la déception de celui-ci. Mi-octobre, Hilary part prendre des vacances à New-York, Devon la rejoint là-bas. Ces derniers recouchent ensemble et profitent jusqu'à l'arrivée de Neil et Cane. Devon part se cacher tandis qu'Hilary à une discussion avec Neil.
- Un jour, Colin surprend Devon et Hilary à l'étage de l'Athletic Club. Il laisse entendre à Hilary qu'il est au courant de leur liaison secrète et en profite pour faire chanter Devon. Cane, qui a appris l'infidélité d'Hilary, apprend que Colin est au courant et qu'il tente de faire chanter Devon. Le soir de la Saint-Valentin en 2015 (diffusé fin 2017 sur TF1), Devon part en voyage d'affaires accompagné de Neil, Lily, Cane, Jill, Colin et Hilary. Neil, qui a récemment recouvré la vue et appris pour la liaison de Devon et Hilary, va se servir une bouteille d'alcool et lit l'étiquette, annonçant qu'il a recouvré la vue. Il annonce publiquement qu'il a vu Hilary et Devon au lit, et que Cane et Colin étaient au courant de cette liaison. Jill se rend rapidement compte que Colin faisait chanter Devon et Lily réalise que Cane lui a caché la vérité. Cette dernière s'acharne verbalement sur Devon et tente de s'acharner physiquement sur Hilary. Neil sort ensuite une mallette que Colin considère comme une bombe explosive. Neil explique que toutes leurs vies sont la dedans, au moment de les montrer, le jet s'écrase en pleine forêt. Tous sont sur place sauf Lily qui a disparu, Cane part immédiatement à sa recherche. Devon, lui, retrouve Hilary blessé et tente de la secourir. Neil, malgré sa colère, vient en aide à Devon et réussit à sauver Hilary des décombres, qui est transportée à l'hôpital. Jill et Colin découvrent ce que contient la mallette de Neil : des photos de famille. Neil souhaite faire brûler toutes les photos sauf celle de lui et Lily.
- De retour à Genoa, Devon reste avec Hilary à l'hôpital. Cette dernière finit par se réveiller et Devon suggère qu'ils quittent la ville mais Hilary refuse que Devon quitte sa famille et a des regrets en ce qui concerne l'exposition de sa liaison. Neil, qui était allé voir Hilary pour mettre un point final à sa relation, se fait interrompre par celle-ci qui affirme l'avoir piégé depuis le début. Elle déclare ne jamais l'avoir aimé et que tout était une machination afin de se venger de ce qu'il a fait à sa mère des années auparavant. Elle rajoute également qu'elle n'a jamais aimé Devon, ce dernier qui entend tout, entre dans la pièce et l'accuse de mentir. Hilary affirme que tout était mensonge et qu'elle les a utilisés pour parvenir à sa vengeance. Devon tente de comprendre ce qui lui arrive mais Hilary déclare que Devon était un moyen d'arriver a ses fins et elle lui lance la bague que Devon lui avait donné et lui ordonne de quitter la pièce. Ce dernier, part, dévasté. Neil dit ensuite à sa famille qu'Hilary s'est moquée d'eux et ne cherchait qu'à venger le décès de sa mère. Cane ne croit pas Hilary et pense qu'elle fait ça pour arranger la relation entre Neil et Devon, ce qui confirme ses dires car Hilary finit par pleurer secrètement dans sa chambre après avoir chassé Devon.
- Le 4 mars 2015 (épisode diffusé le 10 janvier 2018 sur TF1), Neil, accompagné de Nikki et sous l'effet de l'alcool, renverse accidentellement Christine, enceinte de Paul, qui perd sn bébé sur le coup. Elle intente un procès à Neil. Devon et Lily le soutiennent dans cette épreuve, Neil refuse le soutien de Devon, mais ce dernier tente de se racheter et continue de soutenir Neil. La mésentente entre Lily et Devon s'apaise et Lily accepte le pardon de Devon. Ils tentent de faire éviter la prison à Neil. Hilary apprend que les chances de disculper Neil sont minimes et contacte Winston Mobley, l'avocat chargé d'incriminer Neil, et couche avec lui sous son ancien nom, Anne Turner. Durant l'audience de Neil, Mobley opte pour la peine maximale afin d'aider Paul et Christine. Hilary est ensuite appelé à la barre et Winston Mobley se rend compte qu'il a été piégé. Il demande une suspension d'audience et Hilary le fait chanter durant la pause. Mobley demande finalement à ce que Neil ait une chance. Neil accepte et ce dernier n'est pas inculpé. Devon comprend que c'est grâce à Hilary que Neil a échappé à la prison, il part la confronter et Hilary admet qu'elle est toujours amoureuse de Devon et qu'elle a fait ça pour essayer de sauver la relation de Neil et Devon. Elle tente ensuite de le récupérer en lui avouant ses sentiments mais Devon, toujours blessé, refuse au départ. Mais il finit par accepter de se remettre avec Hilary, mais ils décident de faire les choses lentement et correctement cette fois-ci.

### Du mariage à la disparition d'Hilary
- Devon et Hilary se remettent ensemble et s'affichent au grand public dès mai 2015. Après que le divorce avec Neil soit prononcé, Devon demande Hilary en mariage et cette dernière accepte de l'épouser. La veille de son mariage, Devon se rend à un enterrement de vie de garçon organisé par Colin, où il se retrouve en compagnie de jeunes femmes venant le séduire (en réalité, Colin s'était associé avec Neil pour briser le couple Hilary-Devon). Devon passe la soirée avec ces femmes et ivre, il ne se souvient de rien. Colin filme entièrement ce qu'il se passe. Le 17 août 2015 (épisode diffusé le 25 juin 2018 sur TF1), Devon et Hilary se marient. Neil fait cependant irruption au mariage et fait son mea-culpa et annonce vouloir prendre un nouveau départ. Les deux jeunes mariés acceptent ses excuses. Ces derniers partent en voyage pour les Îles Vierges. Lors d'une excursion prévue, Devon ne se sent pas bien et reste à l'hôtel, Hilary part seule. Sur place, elle retrouve Neil qui lui montre la vidéo de Devon en compagnie des jeunes femmes la veille de son mariage. Hilary est sous le choc et très énervée contre Neil, elle finit par se disputer avec lui et sous l'émotion, chute de la falaise. À l'hôtel, Devon se sent ensuite désormais mieux. Il cherche à rejoindre Hilary mais apprend rapidement qu'elle est introuvable et qu'elle a disparu.

### Hilary présumée morte
- Fin août 2015, un avis de recherche est lancé pour Hilary à la suite de sa disparition dans les Îles Vierges. Devon est le principal suspect, bien qu’il assure ne pas être responsable de la disparition d'Hilary. Il apprend que cette dernière s'était disputée avec un homme avant de disparaître. Après être restée quelques jours de plus dans les Îles Vierges à checher sa femme en compagnie de Cane et Michael, Devon rentre à Genoa, anéanti par la disparition de sa femme, déclarée morte par les autorités locales.
- En réalité, Hilary est toujours vivante, mais inconsciente. Après avoir chuté d'une falaise, Neil la retrouve inconsciente au sol et la kidnappe. Il la retient dans la cabane de la maison au bord du lac qu'il avait acheté pour elle. Neil la drogue pour qu'Hilary reste inconsciente. Quelque temps plus tard, Gwen, l'ex petite-amie de Devon (fin 2014) et la petite-amie actuelle de Neil, apprend que Neil a retrouvé Hilary, bel et bien vivante, mais plongé dans un coma. Elle souhaite l'annoncer à Devon mais Neil l'en dissuade en racontant ce qu'il s'est passé lors du voyage de noces et ce qu'il a commis par la suite. Gwen apprend ce que Neil fait subir à Hilary et sous le choc, elle est prise entre deux feux. Elle choisit finalement de s'allier avec lui et lorsqu'Hilary à besoin de plus d'oxygène pour continuer à vivre, Gwen contacte le docteur Simon Neville, un ancien médecin, qui a été révoqué de son travail en vue de sa façon d'exercer, pour qu'il exerce un traitement qui pourrait réveiller Hilary, ce qu'il accepte.
- Le traitement est un succès et Hilary se réveille début novembre (épisodes diffusées en septembre 2018 sur TF1). Néanmoins, elle à besoin d'être conduit à l'hôpital. Au même moment, Devon apprend qu'Hilary a été retrouvée et se précipite pour aller la voir à l'hôpital. Sur place, il s'empresse d'aller la serrer dans ses bras lorsqu'elle lui réclame de la relâcher, et croyant qu'elle est encore mariée avec, sert cependant Neil dans ses bras. Hilary a recouvré la mémoire, mais a oublié ses sentiments pour Devon.

### Trahison de Neil et Devon anéanti
- Après le retour d'Hilary à Genoa, cette dernière rejette Devon et commence à avoir de nouveau des sentiments pour Neil. Lorsque Gwen, la petite-amie de Neil apprend qu'Hilary est à nouveau attirée par Neil et que ce dernier n'est pas insensible à son charme, elle le quitte et pousse Neil à avouer la vérité à Devon. Neil accepte de dévoiler la vérité à Devon sur son rôle dans la disparition d'Hilary, et de ce qu'il a fait pour qu'elle puisse rester en vie. Après les révélations, Devon lui en veut terriblement et souhaite le dénoncer à la police. Mais finalement, avec tout l'amour qu'il a pour son père, ne dénonce pas Neil. Cependant, il reste très en colère contre lui.
- Afin de protéger Neil, Hilary demande à Devon de financer le projet du docteur Neville. Il finit par accepter après quelques réticences. Hilary intègre aussi le projet de recherche du docteur Neville, avec Devon, Neil, Ashley et Gwen, qui quitte ensuite Genoa très rapidement. Hilary cherche à devenir une figure emblématique de ce projet, ce qui a le don d'énerver les autres, notamment Ashley, qui refuse de lui donner un poste chez Jabot après les nombreuses menaces d'Hilary. Hilary menace aussi Neil de dévoiler son crime s’il ne lui donnait pas un poste chez Jabot. Neil accepte de lui donner à contrecœur. En janvier 2016, Hilary et Neil redeviennent amants et Devon les surprend en plein acte mais s'en va sans se faire prendre.
- Cependant, en février 2016, après une discussion avec Devon, Hilary se remémore de ses sentiments pour celui-ci et se rapproche de Devon lors de la Saint-Valentin, ils finissent par faire l'amour et par se remettre en couple.

### Retour de l'ère GC Buzz (sous une émission TV)
- Quelques mois plus tard en octobre 2016, Devon rachète GC Buzz après que l'animateur de l'émission ait réalisé un épisode scandaleux concernant la vie de couple de Devon et Hilary. Cette dernière trouve une vocation à présenter l'émission et succède à l'ancien animateur dans le but de changer l'émission et de le rendre moins scandaleux. Cependant, ce statut monte vite à la tête d'Hilary, qui oublie les conditions qu'elle avait fixées avec Devon. En effet, en décembre 2016, lorsqu'il est révélé que Nicholas Newman est le véritable père de Sullivan McAvoy/Christian Newman, Dylan donne une interview à G-Buzz afin de rétablir la vérité mais la véritable version du témoignage de Dylan n'est pas diffusé et Hilary décide de faire un montage de Dylan qui "blâme" Sharon et son comportement lors de l'interview (voir Sharon Newman, Nicholas Newman ou Dylan McAvoy).
- Lors du réveillon de la Saint-Sylvestre, Hilary et Devon animent en partie la soirée organisée au Belvédère de la Tour Newman. Cependant, Devon et tous les invités apprennent que la chute de Mariah survenu quelques jours plus tôt au plateau de GC Buzz était volontaire et non accidentelle et que cette chute a été causée par Hilary. Déçu, Devon quitte la soirée avec la voiture qu'il a gagnée lors de la vente aux enchères. Avec la forte neige présente sur la route, il fait une embardée et quitte la route, ce qui cause un accident et Devon est conduit à l'hôpital, sévèrement blessé. Lorsqu'il se réveille, Hilary est à ses côtés et Devon ne se souvient plus de rien, donc il a oublié ce qu'Hilary avait commis. Mais Devon recouvre complètement la mémoire peu de temps après et demande le divorce. Hilary tente de se faire pardonner à plusieurs reprises, mais rien n'y fait. Leur divorce est signé en mars 2017.

### La relation avec Mariah
- Après que le divorce entre Devon et Hilary ait été prononcé, Devon se rapproche davantage de Mariah. Ils deviennent même amis. Au fur et à mesure, leur relation évolue progressivement et ces derniers deviennent amants et se mettent en couple, sous le mauvais œil d'Hilary. De son côté, Hilary se met en couple avec Jordan Wilde, photographe de Pêche d'Enfer et ami de longue date de Lily, une relation que Devon n'apprécie pas trop non plus sans trop le montrer.
- En avril 2017, Devon parle à Neil de son envie de rentrer dans l'industrie musicale et Neil adhère rapidement à ce projet. Étant conscient du long chemin à accomplir pour avoir une entreprise solide, ils cherchent à rentrer dans la concurrence rapidement. Ils s'envolent pour Paris en mai 2017 et négocient un contrat avec Dina Mergeron (la mère des enfants Abbott, excepté William). Ils parviennent à racheter Mergeron Entreprises et le font savoir dans les médias. Devon et Neil décident de renommer l'entreprise « Hamilton-Winters » en vue de leur association.
- Lorsqu'une accusation de harcèlement sexuel est émise au nom de Cane et qu'un procès est prévu, Hilary soutient Juliet (le demandeur) et obtient à ce qu'elle soit représentée par Leslie Michaelson (devenu Shelby à la suite de son mariage). Le verdict est prononcé et Juliet finit par gagner le procès lorsqu'on apprend que Cane a couché avec elle et qu'elle est tombée enceinte de lui, ce qui brise Lily qui lui en veut mais qui continue à lui faire confiance. Mais cette dernière est trahie à nouveau lorsqu'elle apprend que la campagne publicitaire "Osons" ("Dare" en VO) a été gâchée par la faute de Cane et le chasse du domicile familial (voir Lily Winters et Cane Ashby ou Victoria Newman et Billy Abbott).
- De son côté, la relation de Devon avec Mariah continue à évoluer, doucement mais sûrement. En août 2017, ils partent en tournée avec Tessa, la chanteuse principale du label de Devon et de Noah. Un soir, Devon et Noah sortent un bon moment et les filles restent à l'hôtel. Mariah, qui a commencé à ressentir une attirance envers Tessa, le lui fait savoir et l'embrasse. Après cela, elles décident de ne pas en reparler.
- Avec le temps, les rapports entre Devon et Hilary s'améliorent et ils arrivent à nouveau à communiquer sans se disputer, voyant l'option du divorce comme une bonne chose. Cette dernière, fraîchement séparée de Jordan, remarque que celui-ci à une attirance pour Lily et cherche à le récupérer, avec l'aide de Cane. Lorsque Devon apprend que Jordan se rapproche de Lily, il part le mettre en garde et lui déconseille de vouloir envisager une relation avec sa sœur.
- En novembre 2017, partagée entre sa relation avec Devon et ses sentiments pour Tessa, Mariah fait le point avec Devon sur leur relation sans parler de Tessa. Mariah parle du fait que leur relation n'est pas assez solide et que Devon à toujours des sentiments pour Hilary. Au cours de la discussion, elle lui avoue son envie de rompre avec lui, Devon accepte sa proposition. Ils décident de rester malgré tout de bons amis.

### Le décès tragique d'Hilary
- Quelques mois plus tard, Hilary, désormais enceinte, vit avec Devon dans son appartement et héberge également Shauna Nelson, une adolescente ayant des problèmes familiaux et qui est la nouvelle petite-amie de Charlie. Mi-juillet 2018, Shauna invite Charlie à passer la nuit chez Devon et Hilary, seuls. Ils finissent par coucher ensemble (on apprend dans les épisodes suivants que ça n'a pas été le cas). Lorsque Lily l'apprend, elle se rend chez Devon et se dispute avec Hilary. Shauna finit par s'enfuir et Lily, Hilary et Charlie se ruent à sa recherche. Durant le trajet, Lily et Hilary ont une violente dispute entraînant un accident de voiture lorsque Lily grille un feu rouge le 18 juillet 2018 (épisode diffusée le 1er juin 2021 sur TF1). Lily et Charlie s'en sortent indemnes mais Hilary est grièvement blessée et est emmené à l'hôpital. Nate Hastings, le fils d'Olivia, de retour à Genoa depuis peu, tente de sauver Hilary et le bébé, mais cette dernière finit par perdre son bébé et Nate annonce à Devon que cette dernière est mourante et que ses jours sont comptés. Devon décide de se remarier avec Hilary sans lui dire quel est son sort final. Il le dit à Lily et Phyllis, cette dernière finit par confirmer à Hilary qu'elle ne survivra pas lorsque Hilary commence à se poser des questions. Hilary et Devon se remarient juste avant qu'elle rende son dernier souffle. Elle meurt le 27 juillet 2018 (épisode diffusée le 10 juin 2021 sur TF1).
- Après le décès d'Hilary, Devon tente rapidement de tourner la page. Il organise le lendemain de son décès ses obsèques, ou famille et amis d'Hilary sont conviés. Chacun fait un discours sur ce qu'il ou elle à vécu avec cette dernière. Plus tard, lorsque la cérémonie est finie, Lily adresse sa compassion à Shauna, qui ne croit pas en ses excuses et dévoile publiquement sa responsabilité dans la mort d'Hilary. Cane tente de couvrir le crime de sa femme mais Charlie confirme les dires de Shauna. Lily feint d'avoir oublié être responsable de l'accident, mais Devon pense qu'elle a délibérément tué Hilary et entre en conflit avec elle, la menaçant de la dénoncer à la police, bien que Lily souhaite obtenir le pardon de son frère.
- Le 3 septembre (épisodes diffusées le 19 et 20 juillet 2021 sur TF1) à lieu la date de l'audience de Lily. Malgré les conseils de certains, Devon souhaite aller jusqu'à la peine maximale. Cane témoigne en premier, dédouanant Lily pour son crime et se rendant responsable de l'accident, celui-ci ayant caché à tout le monde dont Lily et Devon la responsabilité de sa femme lors de l'accident. Puis vient le tour de Shauna, qui parle avec tristesse d'Hilary et demande au juge à être clément envers elle. Et enfin vient le tour de Devon et Lily. Si Lily se rend responsable du meurtre en étant anéantie, Devon lui est ferme et souhaite que Lily écope de la peine maximale. Au moment de la décision du juge, Cane demande à Devon de revoir sa déclaration pour éviter à Lily la prison. Lorsque le juge veut rendre son verdict, Devon le coupe et refait une déclaration, qui va en faveur de Lily et demande au juge d'être plus clément envers sa sœur, ce qui redonne de l'espoir aux Ashby. Refusant ensuite de voir qu'ils ont gagné, Devon quitte l'audience et se rend au Néon Ecarlate. Cane le suit et tente de le convaincre d'être présent lorsque la sentence sera prononcée. Devon refuse. Mais il croise Sharon qui le conseille d'être présent pour sa sœur. Devon finit par être convaincu et revient à l'audience. Le juge rend son verdict et Lily se voit refuser son permis de conduire pendant 2 ans, écope d'une amende de 50 000 dollars et est condamnée à 1 an de prison. Les Ashby sont abattus et Devon s'excuse auprès d'eux.
- Lily est incarcérée dans la prison de Walworth et Cane et les jumeaux la rendent régulièrement visite. Cependant, Charlie se met à sécher les cours et a du mal à penser à autre chose qu'à l'incarcération de sa mère. Il va voir Devon pour lui demander de rendre visite à Lily. Devon ne l'entend que d'une oreille et ne promet rien. Mais il vient finalement la voir en prison pour s'expliquer avec elle et accepte son pardon.
- Quelques semaines plus tard, Lily est placée à l'isolement à la suite d'une altercation avec d'autres détenues. Lily a défendu une codétenue avec qui elle s'est liée d'amitié, entre autres, et celle-ci a été accusée de vol par les autres codétenues. Lily est intervenue et s'est retrouvée mêlée à la bagarre. En rendant visite à sa femme en prison, Cane se rend compte qu'elle n'est pas présente. Avec Nate, il apprend par la directrice de la prison l'altercation de Lily et la raison de son absence. Lorsque Lily sort de l'isolement, elle apprend à Cane et Neil qu'elle va être transférée dans une autre prison, à 4 heures de route de Genoa, afin d'assurer sa sécurité. Cane ne comprend pas ce choix puisque c'est Lily qui à également été agressé avec sa codétenue. Devon apprend cela lui aussi et tente de convaincre le Sénateur de revoir sa décision concernant Lily pour une punition plus adéquate. Mais celui-ci refuse sa requête. Lily est alors transférée et dit au revoir à sa famille.

### Le retour d'Ana à Genoa
- Peu après, Jack remarque lors de la soirée d'inauguration des Jaboutiques que Devon n'est pas dans son assiette. Celui-ci fait mine de cacher son humeur morose et part se coucher. Au fil des jours, toujours bouleversé par le décès d'Hilary, Devon s'éloigne petit à petit de sa famille et commence à avoir de mauvaises habitudes quotidiennes. Le jour de Thanksgiving, il refuse d'accompagner les Ashby rendre visite à Lily, prétextant être bourré de travail. Mais Nate remarque vite que celui-ci a menti et part le confronter lorsqu'il le surprend en train de faire la fête en compagnie de ses collèges, que Devon considère comme des "amis". Devon suggère à Nate de se mêler de ses affaires et le met à la porte. Quelques jours plus tard, Nate et les Ashby tentent de faire rattraper à Devon son dîner de Thanksgiving. Ana, la petite sœur de Devon, revient en ville lors du dîner et soumet à Devon son idée de pouvoir travailler chez Hamilton-Winters dans l'ancien poste de Tessa. Devon accepte dans l'immédiat puis s'éclipse. Mais ce qu'il ne sait pas, c'est qu'Ana est revenue en ville dans le but d'aider Devon à ne pas sombrer dans l'alcool, à la demande de Nate et Neil. Le lendemain, Ana retrouve un sachet de drogue dans le canapé à Devon et appelle Cane à la rescousse. Ana suspecte tout d'abord Shauna, mais celle-ci leur confirme plus tard qu'il ne lui appartient pas. Elle leur avoue également qu'elle se sent mal à l'aise depuis que Devon invite ses collègues dans son penthouse et envisage de retourner vivre chez ses parents. Lorsque Devon rentre, Cane lui demande des réponses à propos du sachet de drogue retrouvé dans son canapé, Devon nie savoir à qui il appartient et apprend par la suite que Shauna souhaite rentrer chez ses parents dans le Colorado. Il embrouille Cane à ce sujet et le chasse de chez lui avant de faire une crise de panique. Le lendemain, il tente malgré tout de persuader Shauna de rester, mais cette dernière souhaite tout de même retourner chez ses parents sans en vouloir à Devon. Il décide de respecter son choix et la laisse partir.
- Après le départ de Shauna, Devon comprend qu'il à "trahi" la promesse faite à Hilary avant son décès et déprime. Ana lui conseille d'aller voir un psychologue, Devon accepte et prend une séance avec lui ou il lui explique son ressenti depuis la mort d'Hilary envers les gens qui l'entourent, il souligne également n'avoir pas encore pardonné à Lily et à Nate, qu'il rend lui aussi en partie responsable de la mort d'Hilary. Après leur séance, le psy lui conseille de prendre des médicaments mais celui-ci refuse, à cause de la dépendance de sa mère pour la drogue et de Neil pour l'alcool. Mais il finit par accepter les médicaments à la condition que cela reste secret. Il rentre chez lui plus tard et à rendez-vous avec Rebekah Barlow, une gourou des cosmétiques. Lors du rendez-vous, Devon lui parle de sa chanteuse qui souhaite faire un partenariat avec la marque de Rebekah, mais le seul souci est que la chanteuse est à l'étranger, ce qui déplaît Rebekah par rapport au manque de professionnalisme de Devon. Mais Ana intervient et réussit à sauver le coup avant que les deux femmes remarquent que Devon commence à avoir du mal à respirer. Ana fait ensuite écouter un morceau de Renee, la chanteuse, à Rebekah pendant qu'elle s'occupe de Devon. Elle trouve la boîte de comprimés et le lui donne, contre son gré mais finit par accepter. Plus tard, Devon organise une vidéo-conférence entre Renee et Rebekah, qui se termine en un marché conclu. Devon et Ana sont soulagés mais ont ensuite une discussion à propos de la crise de panique de celui-ci. Devon refuse d'admettre que ceci était une crise de panique, mais il le reconnaît ensuite. Il admet se sentir abandonné depuis le décès de sa femme et pensait noyer son chagrin dans l'alcool et la drogue, mais il dit avoir eu tort de sombrer et de repousser sa famille et souhaite aller de l'avant pour se sentir mieux.
- En décembre, Abby rachète un immeuble et envisage d'ouvrir un restaurant. Elle fait appel à Devon afin de s'associer avec lui, Devon accepte mais en apprenant que la serveuse en chef est Lola Rosales, peu connue dans l'univers de la cuisine, celui-ci décline son offre, cherchant une cheffe renommée dans la cuisine. Abby décide tout de même de prendre Lola secrètement et organise un dîner privé chez Devon, en compagnie de sa petite sœur Ana. Elle dissimule la vérité à propos de la cheffe et dissuade à Fen Baldwin, revenu depuis peu en ville et engagé par Lola, de trop parler. Devon et Ana apprécient le dîner, mais avant de partir, Devon souhaite rencontrer la cheffe. Il découvre ensuite qu'Abby lui a menti, lorsqu'il apprend qu'il s'agit de Lola. Cependant, il passe outre au fait qu'elle est peu connue et accepte la proposition d'Abby de l'engager. Lola, qui ignorait le projet d'Abby, accepte avec joie de devenir la serveuse en chef de son futur restaurant.
- D'un autre côté, Fen Baldwin, qui cherche à percer dans le monde de la musique, donne lors du dîner à Devon une clé USB qui contient ses chansons. Devon la prend sans y prendre de l'intérêt. Quelques jours plus tard, lors de son service au Club, Fen vient voir Devon pour lui demander son avis sur ses musiques, Devon lui répond vaguement, très préoccupé. Lorsque Fen insiste, Devon s'agace et menace de le virer. Ana dit à Fen qu'en réalité, Devon n'a pas écouté ses chansons et que c'est peine perdue, mais Ana se propose de l'aider à percer. Pensant qu'elle n'a aucune expérience dans le monde de la musique, Fen refuse gentiment avant de revenir sur sa décision et accepte qu'Ana lui produise sa chanson. Secrètement, ils se rendent dans le studio de Devon et produisent la chanson de Fen jusqu'à l'arrivée de Devon. Celui-ci s'énerve et souhaite les chasser, avant qu'Ana ne mette le morceau de Fen, ce qui intéresse Devon, qui accepte finalement de produire leur chanson. Mais leur accord crée un conflit entre Devon et Ana, qui ont un point de vue musicalement différent. Devon souhaite rencontrer le compositeur de la chanson, qui s'absente à de nombreuses reprises (en réalité, c'est Ana qui a composé la chanson mais refuse de le dire à Devon). Quelques jours plus tard, Devon souhaite publier la chanson finale de Fen mais Ana n'est pas convaincue et remixe la chanson de Fen, ce dernier également convaincu du résultat. Mais lorsque Devon l'écoute, il refuse tout de même de publier la version d'Ana et vexé, il la licencie mais regrette très vite son acte et lui achète un cadre photo. Il remarque néanmoins qu'elle lui a laissé un mot lui disant qu'elle quitte la ville. Ana revient très vite au penthouse de Devon avec l'aide de Nate et Devon revient sur sa décision et la réengage chez Hamilton-Winters. Ana accepte. Dans la journée, il reçoit Lola pour lui faire une dégustation culinaire avec Abby et Ana, qui valident le menu proposé et lui donnent les termes du contrat avec une avance sur son salaire.
- Concernant la chanson de Fen, il accepte de publier la version d'Ana qui fait un véritable carton sur la toile. Tout le monde est ravi et Devon souhaite rencontrer le compositeur de la chanson, mais Ana justifie à plusieurs reprises le fait qu'il souhaite rester anonyme. Les arguments d'Ana concernant l'anonymat que souhaite garder l'auteur-compositeur met le doute chez Devon, qui demande à Michael de faire des recherches sur l'identité de cette personne mystère. Il découvre que les documents légaux ont été signés au nom d'Ana et lui demande la vérité, elle finit par lui avouer que c'est elle-même l'auteure de la chanson. Devon apprécie son talent, mais demande les raisons pour lesquelles elle souhaite conserver son anonymat. Ana lui explique qu'elle s'était fait rouler par un producteur à l'époque, qui lui avait promis gloire et fortune, et qu'à la suite de cela, elle s'était retrouvée couverte de dettes à payer. Devon décide alors d'accepter qu'elle conserve son anonymat. En apprenant que Fen ne se concentre pas assez sur sa carrière musicale, il propose ensuite à Ana de composer sa propre chanson, qu'il estime plus méritante que Fen, mais celle-ci refuse. Lors de la soirée de promotion de Fen, celui-ci s'absente. Devon décide d'annuler sa fête mais sous les conseils de Neil, Ana soumet à Devon l'idée de chanter à sa place. Devon accepte immédiatement et la laisse chanter sur l'instru de la chanson de Fen. Celui-ci finit par s'excuser de son retard mais Ana à du mal avec lui, et fait sous-entendre que sa place chez LP Streaming est menacée. Lorsque Fen l'apprend à Summer, elle se propose de rattraper le coup. En effet, elle précise à Devon et Ana que Fen a manqué son évènement pour lui venir en aide. Devon et Ana acceptent de laisser une dernière chance à Fen et décident de l'envoyer en tournée avec des chanteurs professionnels.
- Quelques semaines plus tard, Devon s'aperçoit qu'Ana lui a menti au sujet de ses dettes et se demande si elle est accro ou si ses dépenses vont vers les jeux d'argent ou les substances illicites. Ana esquive la réponse et s'en va, furieuse. Devon finit par s'excuser auprès de sa sœur. Quelques jours plus tard, lorsque Ana reçoit son salaire, elle s'empresse de partir rapidement, ce que Devon remarque bien et finit par la suivre jusqu'à un motel ou il se retrouve face à une jeune femme prénommée Elena Dawson, puis il se retrouve face à Ana, qui lui reproche de lui avoir suivi et Jett Slade, un ancien musicien de RnB, que Devon à bien suivi durant son enfance. Il apprend que Jett est très malade et qu'Ana lui fournit l'argent de Devon pour l'aider à se soigner. Il apprend dans la foulée que Jett est le père d'Ana (et l'oncle d'Elena) et qu'ils l'ont appris l'année précédente grâce à Yolanda. Devon souhaite contribuer à la guérison de Jett mais celui-ci refuse gentiment son aide. De même pour Ana, qui dévoile les raisons pour lesquelles elle à divulgué ce secret à Devon. Pour se faire pardonner, Devon offre à Ana une cassette du premier concert de son père. Ana est surprise et se réconcilie avec Devon. Il propose ensuite à Ana d'héberger Jett et Elena dans son penthouse, elle accepte la requête de Devon. Celui-ci se rend ensuite dans leur motel et leur fait savoir qu'il souhaite les aider en leur demandant d'emménager chez eux. Jett et Elena acceptent après réticence.

### La mort de Neil
- Le 22 avril 2019, Devon inaugure avec Abby son nouveau restaurant, le Society. Tout Genoa se rend à l'évènement. Il invite Jett à faire son grand retour sur scène en compagnie d'Ana et se rend à la soirée accompagné d'Elena. Il retrouve aussi Lily, tout juste sortie de prison. Elle lui annonce sa volonté de divorcer de Cane et de refaire sa vie ailleurs. Devon approuve son choix. Au fil de la soirée, il se rend compte que Neil tarde à venir et s'inquiète de n'avoir aucune nouvelle de son père. Il rentre chez lui chercher son père qui fait une sieste avant de se rendre à la fête. Mais il apprend une terrible nouvelle : Neil est mort pendant son sommeil. Anéanti, Devon retourne au Society et annonce tout d'abord à Lily le décès de Neil, puis au fur et à mesure, l'ensemble des proches des Winters apprennent le décès de Neil (épisode diffusé le 1er mars 2022 en France sur TF1). 
  - (En réalité, la mort de Neil a été décidée et réalisée par les scénaristes à la suite du décès de Kristoff St. John le 3 février 2019, qui a joué le rôle de Neil Winters entre 1991 et 2019, les réalisateurs rejetant l'idée d'un recast du personnage et voulant rendre hommage au seul acteur l'ayant incarné).
- Les Winters cherchent à en savoir sur les circonstances de la mort de Neil. Devon leur raconte comment il a appris le décès de Neil puis Nate poursuit en leur expliquant que Neil a été victime d'un AVC pendant son sommeil et qu'il n'a pas souffert en mourant. Le lendemain, tout Genoa se rend aux obsèques de Neil, avec le retour d'anciens personnages tels que Malcolm, Leslie ainsi que Sofia et le petit Moïse. Certains apportent un témoignage tels que Malcolm, Devon, Victor et Jack. Cane témoigne également à la place de Lily, qui à cependant du mal a exprimer ce qu'elle ressent mais y parvient avec l'aide des autres. Après la cérémonie, tout le monde se retrouve chez Devon et évoque chacun quelques souvenirs qu'ils ont partagés avec Neil.
- 1 mois après le décès de Neil, Michael contacte Devon afin d'organiser le plus rapidement possible la lecture du testament de Neil. Sont présents les Winters, les Newman, Devon, Ana, Cane, Sharon. Dans son testament, Neil lègue à Devon ses parts de Hamilton-Winters et donne une place à Nate au siège du conseil d'administration de l'entreprise.

### Devon et Elena: une page qui se tourne
- Devon se rapproche d’Elena et se met rapidement en couple avec cette dernière, il apprend qu'elle a récemment perdu sa mère et qu'elle est confrontée au même type de deuil que Devon, ayant récemment perdu Neil. Il l’aide même à payer ses frais étudiants sans son accord, mais ils finissent par se réconcilier. Devon est en proie à des crises de panique dû à des souvenirs d’Hilary et voit constamment son fantôme. Le soir où l'hommage à Neil est rendu au Society, Devon fait une crise de panique en rentrant lorsqu'il voit Hilary à la place d'Elena. Il lui avoue être hanté par Hilary. Elena décide de mettre les choses à plat avec Devon et lui fait signaler que la présence d'Hilary se ressent dans tout l'appartement : ses photos, son parfum, ses vêtements… C'est ensuite Ana et Nate qui le lui reprochent. Devon a d'abord du mal à accepter leurs reproches puis accepte et décide de se débarrasser de toute trace d'Hilary dans son appart afin de pouvoir tourner la page. Il partage des souvenirs d'Hilary avec Ana et Elena avant de donner quelques affaires d'Hilary à une église.

### Un héritage remis en question
- Fin août 2019, Devon reçoit une lettre qui conteste le testament de Katherine et apprend qu’il aura rendez-vous avec une avocate nommée Amanda Sinclair pour discuter du nouveau testament de Katherine. Il cherche des renseignements sur cette avocate, mais ne trouve aucune photo d’elle. Devon pense que c’est une farce et cherche à savoir qui est derrière tout ça. Il obtient l’innocence de tous les proches de Katherine excepté Tucker et Chance, qu’il commence à soupçonner, d’autant plus qu’il apprend qu’il s’est mis à fréquenter Adam lorsque celui-ci était présumé mort (voir Chance Chancellor ou Adam Newman). Le 19 septembre, jour du rendez-vous, Devon rencontre l’avocate chargée de l’affaire Amanda Sinclair. Devon a un choc, car il s’aperçoit qu’elle ressemble comme deux gouttes d’eau à Hilary, sa femme décédée. Il apprend que c’est bien Chance qui conteste le testament de Katherine via David Sherman, l’avocat qui s’était chargé du testament de Katherine lors de son décès en 2013. Ce dernier étant aujourd’hui décédé, c’est à Chance qu’est revenu le pouvoir de contester le testament de Katherine. Devon pense que c’est un gag, d’autant plus qu’il s’interroge sur l’identité d’Amanda.
- Le soir de l'anniversaire d'Elena au Grand Phoenix, c'est Mariah qui tombe sur Amanda. Elle est choquée de la ressemblance envers Hilary et Devon lui explique que c'est l'avocate qui est chargée de la contestation de son testament. Amanda annonce à Devon qu'elle a en sa possession les véritables pages du testament et qu'elle fera la lecture le lendemain. Le jour de la lecture, Devon engage Brittany Hodges comme avocate. Jill ainsi que Cane s'invitent à la lecture du testament. Ces derniers sont également choqués de voir le visage d'Amanda. Celle-ci leur fait ensuite la lecture où elle annonce que Philip III, Chance, Jill et Devon héritent de 1/4 de la fortune de Katherine, tandis que l'héritier majoritaire de 2,500,000,000 $ n'est autre que Cane. Tous sont confus, notamment Devon qui pense que c'est une arnaque et soupçonne tout d'abord Cane à qui ceci profiterait le plus, mais il s'excuse très vite. Pour essayer de tirer au clair cette situation, Cane se propose d'aller retrouver Chance à Las Vegas.
- Soucieux de savoir si son père (Tucker) est mêlé de près ou de loin à cette histoire, il fait appel à son assistante qui lui apprend que Tucker a disparu du jour au lendemain à cause d’un projet et que son entreprise fait faillite dans le monde des affaires. Devon est un peu déçu de ne pas avoir été mis au courant plus tôt. Un soir, lui et Elena croisent Amanda au Néon Ecarlate et lorsque celle-ci parle de Chance comme une personne âgée, Devon commence à avoir des doutes sur cette histoire. Il suppose qu'Amanda n'a jamais rencontré son client et qu'elle est manipulée par une tierce-personne. Devon apprend ensuite que Cane a disparu et confronte Amanda en lui ordonnant de quitter la ville. Cane finit par réapparaître, retourne à Genoa avec les pages authentiques du testament et les montre à Jill. Ils contactent Devon pour parler des véritables volontés de Katherine. Devon les invite chez eux en compagnie d'Amanda. Ces derniers apprennent par Jill et Cane à la suite d'une analyse que Katherine a bien léguée de sa signature son héritage a celui-ci et que Devon n'obtient seulement qu'une partie de l'héritage. Devon déprime a l'idée que sa grand-mère ait donné son héritage a quelqu'un d'autre que lui. Finalement, il prend une décision et convoque Cane, Jill, Amanda ainsi que Lily a qu'il a demandé de passer en ville. Devon les informe que malgré le fait qu'il a du mal à se séparer de sa fortune grâce à ses bonnes actions, il décide de donner son héritage a Cane, par respect pour Katherine et sa volonté.
- Chance réapparaît en ville mi-novembre, lorsque le Grand Phoenix est retenu en otage par un criminel recherché par Chance et le FBI, nommé Simon Blake. Celui-ci est finalement arrêté et Chance ainsi que d'autres ont sauvé la vie des otages retenues (voir Chance Chancellor, Abby Newman, Chelsea Lawson, Phyllis Summers ou Adam Newman). Après cet épisode, il rend visite à Devon et lui justifie qu'il n'y est pour rien dans la contestation du testament ni pour avoir engagé Amanda Sinclair. Devon apprend qu'il est peut-être victime d'une escroquerie et est abasourdi par la situation, ne savant plus quoi penser de cette histoire. Il appelle Cane pour entendre sa version des faits. Ce dernier justifie ne pas avoir trafiqué le testament de Katherine pour parvenir à ses fins. Mais il oriente ses soupçons (et ceux de Jill) sur son père, Colin, qui pourrait être derrière la falsification du testament. Cane leur apprend que Jill est déjà en route pour retrouver et confronter Colin sur son implication dans cette affaire. Cane reçoit ensuite un appel de Jill qui lui dit qu'elle a trouvé ou réside Colin : aux Maldives dans l'île de Kuredu. Chance décide de s'y rendre afin de l'arrêter. Il retrouve Colin et le confronte sur la possible falsification du testament de Katherine. Colin nie tout d'abord être mêlé à cette affaire puis admet qu'il a découvert que Tucker et David Sherman ont tous deux falsifiés le testament. Chance ne croit pas Colin et tente de lui faire avouer son crime bien que celui-ci se dédouane auprès de Jill. Lorsque Cane arrive et apprend qu'il est lui aussi victime d'une escroquerie, Colin oriente les spéculations de Chance sur Cane en l'accusant, celui-ci étant celui à qui l'héritage profiterait le plus. Jill choquée, demande a Cane des réponses. Chance également, qui ne croit pas que Cane soit blanc comme neige dans cette affaire. Cane leur justifie qu'il n'oserait jamais faire ça a Devon ni à quiconque mais justifie que son père en est capable. Lorsqu'ils demandent a Colin ou est l'argent, ce dernier dit avoir pris l'intégralité de la somme dans le compte de Cane et qu'il s'est payé des vacances aux Maldives grâce à cela. Il s'enfuit dans l'immédiat mais est très vite rattrapé par Cane et Chance qui le met en état d'arrestation. Chance rentre à Genoa et rapporte a Devon que Colin a été appréhendé et confirme la théorie d'Amanda qui disait que Colin et Simon Blake étaient liées (Simon Blake, qui est l'auteur de la prise d'otages du Grand Phoenix avait dénoncé Colin aux autorités peu après son arrestation). Après le départ de Chance, Devon confronte Cane et Amanda, jugeant que les deux ont aidé Colin à monter son escroquerie. Cane assure a Devon qu'il n'y est pour rien dans cette histoire et après qu'ils ont appris par Chance que Colin a réussi à échapper aux autorités, Cane promet a Devon qu'il va retrouver son père afin qu'il paye pour son crime.
- L'escroquerie du testament de Katherine est désormais résolue mais Devon ne se résout pas à abandonner ses interrogations sur Amanda Sinclair, qu'il juge également comme complice de Colin. Nate lui se rapproche d’Amanda après que cette dernière ait réussi à blanchir son nom dans la fausse-mort de Victor ce qui déplaît Elena et Devon, qui lui recommandent de l’éviter. Elena finit même par laisser le bénéfice du doute a Amanda. Devon lui, refuse car il n’arrive pas à oublier son implication dans l’affaire, d’autant plus qu’elle lui fait trop penser à Hilary. Un soir, Victor rend visite à Devon et lui informe que son détective privé a fait une enquête sur Amanda. Il lui confie le dossier sur elle et lui adresse son soutien en lui faisant promettre qu’il va faire de son mieux pour retrouver Colin. Devon l’en remercie. Il apprend qu’Amanda vivait a Madison, qu’elle a fait ses études de droit à Yale en ressortant diplômée puis découvre qu’elle a demandé à une société d’effacer la plupart des dossiers sur elle provenant d’internet, qu’elle devait se marier avec un certain Ripley Turner mais que les deux ex-fiancés ont mutuellement demandé pour l’autre une mesure d’injonction contre eux-mêmes. Elena finit également par découvrir ces anecdotes sur Amanda et revient sur le bénéfice qu'elle lui avait laissé, recommandant a nouveau a Nate de l'éviter.
- En janvier 2020, Devon apprend que Colin a été localisé en Amérique du Sud. Avec Elena, ils font le point sur cette situation et Devon lui confie qu'il a une dent contre Amanda particulièrement à cause de sa ressemblance avec Hilary et qu'il inventait des prétextes pour la voir. Lorsqu'il la croise au Society, il s'excuse auprès d'elle puis lui demande si elle a été de mèche avec Colin mais celle-ci s'en va précipitamment, interrogeant Devon.
- En février 2020, Chance apprend a Devon que Colin a été localisé au Luxembourg en Europe, qu'il étaient a deux doigts de l'attraper mais que celui-ci les a échappés. Quelques jours plus tard, le 27 février (épisode diffusé le 30 décembre 2022 sur TF1), Devon reçoit un message étrange et fait appel a Chance pour déchiffrer la signification de ce message en pensant que ce message provient de Colin. Chance le rejoint mais ne parvient pas non plus à comprendre ce que signifie ce message. Chance et Devon demandent l'aide de Kevin pour leur aider à comprendre le message de Colin. Kevin accepte et réussit a déchiffrer le message, il leur dit que les numéros indiqués dans le message est un compte offshore au nom de Devon avec la somme de 2,475,000,000 $, soit la majorité de la fortune de Devon. Ce dernier comprend que Colin a décidé de lui rendre son héritage. Chance comprend alors qu'il sentait que l'étau se resserrait contre lui et qu'il a décidé d'abandonner mais Chance assure a Devon qu'il ne compte pas abandonner sa traque. Avec Kevin, Chance et Devon annoncent a Jill et Chloe que Colin a rendu l'héritage de Devon. Ils sont ravis pour lui et souhaitent désormais que Colin paye pour ses actes mais Devon leur annonce qu'il ne compte pas poursuivre Colin et demande a Chance d'abandonner sa traque, jugeant qu'il souffre déjà de l'abandon de sa famille, de l'argent volé de Devon et souhaite tourner la page. Il annonce la bonne nouvelle a Nate et Elena puis cette dernière lui annonce que leur projet de clinique avec Nate avance. Devon et Elena fêtent tous les deux leurs bonnes nouvelles. Quelques semaines plus tard, Devon apprend par Abby que Colin a été arrêté et qu'il sera extradé au Wisconsin grâce a Chance et son équipe qui ont réussi a le piéger.

### Amanda Sinclair, sœur jumelle d'Hilary Curtis
- Début septembre 2020, Amanda souhaite faire don de sang a la clinique de Nouveau Départ. Lorsqu'elle dit a Nate que son groupe sanguin est B- (B négatif) qui est un groupe sanguin rare, Nate pense a Hilary, qui possédait également le même groupe sanguin rare qu'Amanda. Avec le visage de cette dernière, leur groupe sanguin et le fait qu'Amanda ne connaît pas sa famille, Nate pense qu'Hilary pourrait être sa sœur jumelle. Amanda refuse tout d'abord de croire à l'hypothèse de Nate puis accepte d'effectuer un test ADN. Elle contacte Devon et lui fait part de son don de sang et de l'hypothèse de Nate. Elle dit a Devon qu'elle ne connaît pas très exactement sa date de naissance suite a son abandon étant bébé mais que les médecins l'ont estimée au 2 juillet. Devon lui dit qu'Hilary fêtait son anniversaire le 1er juillet. Avec cette info supplémentaire, Amanda demande a Devon d'accepter de participer a la quête de réponses concernant le lien de parenté d'Amanda et d'Hilary. Au départ réticent, il finit par accepter.
- Le 15 septembre 2020, Amanda reçoit les résultats des tests ADN : elle est bien la jumelle d’Hilary (épisode diffusée le 29 mars 2023 sur TF1). Amanda s’empresse d’aller voir Devon et lui annonce la nouvelle. Devon est sous le choc et bouleversé. Amanda tente d’en savoir plus sur sa sœur mais Devon se renferme et a du mal a lui fournir des informations sur Hilary, bien qu’il essaye. Il lui recommande de se renseigner auprès de quelqu’un d’autre. Devon lui révèle le côté d’Hilary que personne ne connaissait et qui a fait qu’elle est la personne qu’il a le plus aimé. Elena arrive au même moment. Elle souhaite parler a Devon en privé et Devon ne rétorque pas, se sentant pas capable de continuer a évoquer Hilary a sa sœur. Après le départ d’Amanda, Devon s’excuse auprès d’Elena à propos de ce qu’elle a entendu et explique qu’Amanda persistait pour obtenir des anecdotes à propos d’Hilary, bien que Devon était dans la réserve. Elena pense que c’est une mauvaise idée de continuer a aider Amanda et qu’elle peut obtenir des réponses auprès d’autres personnes. Devon est d’accord et décide d’arrêter de s’impliquer. Quelques jours plus tard, Nate vient rendre visite a Devon. Ce dernier lui confie qu’il a du mal a gérer la nouvelle sur Amanda. Nate essaye de se mettre a la place d'Amanda et conseille a son cousin de l’aider a y voir plus clair concernant sa sœur. Devon accepte et appelle Amanda pour lui parler en détails de la vie d’Hilary. Il lui confie une lettre qu’elle avait écrite au Père Noël étant petite ainsi que les épisodes de l’heure d’Hilary. Entre autres, il rassure Elena que le lien entre Amanda et Hilary n’affectera pas leur couple.
- Peu de temps après, Devon remarque qu’Elena devient distante. Il en parle a Nate, qu’il trouve également bizarre. Lorsqu’il en parle à Amanda, il apprend que Nate a soudainement mis fin a leur relation. Quelques jours plus tard, Devon reçoit le prix du trophée de la chambre de commerce. Une soirée est organisée au Grand Phoenix. Dans la soirée, Devon apprend par Nick qui venait aux nouvelles qu’un jeune homme a failli mourir, mais qu’il avait été sauvé par Elena et Nate. Lorsque Devon en discute avec Elena, il découvre qu’il s’agit de Jared. Mais il remarque que l’état bouleversant d’Elena est plus profond que sa justification et lui demande ce qui se passe. Elena présente ses excuses à Devon avant de lui avouer qu’elle a couché avec Nate. Devon est fâché et part retrouver Nate en lui assenant un coup de poing (épisode diffusé le 3 mai 2023 sur TF1). Nate est ensuite transporté à l'hôpital et Elena l'accompagne. Lorsqu'elle rentre, Elena tente de justifier son acte à Devon et s'excuse auprès de lui, le suppliant de ne pas abandonner leur relation mais Devon est froid et décide de mettre un terme a leur relation.
- Après sa séparation avec Elena, Devon se rapproche amicalement d’Amanda. Cette dernière décèle une anomalie : l’acte de naissance d’Hilary est différente de la sienne. Amanda engage un détective privé pour qu’il enquête. Quelques jours plus tard, le détective rapporte a Amanda via une lettre qu’une voisine de Rose Turner, la mère d’Hilary et d’Amanda, l’a informé n’avoir jamais vu Rose enceinte et que du jour au lendemain elle s’est retrouvée avec un bébé (Hilary). L’affirmation de cette femme se confirme lorsque les autres voisins de l’immeuble a l’époque confirme ses dires. Amanda commence a penser que Rose n'est peut-être pas sa mère biologique et se met à faire des recherches via son détective. Après des semaines de recherche, le détective informe a Amanda le 22 décembre 2020 qu'il a retrouvé sa mère biologique (épisode diffusée le 3 juillet 2023 sur TF1). Perdue, Amanda s'empresse d'aller annoncer la nouvelle a Devon et lui informe qu'elle compte se rendre a Wilmette dans l'Illinois, lieu ou vit Naya Benedict, sa mère biologique. Elle lui demande également de l'accompagner sur place, ce qu'il accepte. En arrivant devant le domicile de Naya, Amanda panique et hésite entre aller se présenter a sa mère en personne et a l'appeler pour lui prévenir de sa présence. Finalement, elle décide d'aller se présenter en personne mais au moment ou elle souhaite se rendre a sa porte, Amanda et Devon surprennent une femme qui se présente chez Naya lui apportant des cadeaux de Noël. En entendant cette femme prononcer le nom « maman », Amanda comprend qu'il s'agit de son autre fille, celle que Naya n'a pas abandonnée. Amanda est anéantie et décide de ne pas prendre contact avec sa mère. Devon tente de raisonner Amanda qui en veut beaucoup a sa mère d'avoir abandonnée Amanda et Hilary en ayant confiée cette dernière a Rose, sa cousine tandis qu'Amanda en foyer d'accueil et en ayant gardé Imani, la dernière fille de Naya qui s'avère être la jeune demi-sœur d'Hilary et Amanda alors que Naya avait une vie plutôt aisée a l'époque. Sous les conseils de Devon, Amanda décide de tenter de prendre contact avec sa mère mais se braque lorsque celle-ci répond a son appel.
- Devon et abby couchent ensemble

Abby ammene Dominic chez Devon. Dominic s'endormi. Abby se plaint chez Devon du fait que Chance ne soit pas assez présent elle se confie à Devon et finit par coucher avec lui. Trompant chance et devon, amenda. Mais ils finissent par être surpris par Chance et Amenda. Chance quitte Abby et se met en couple avec Devon, ils vivront heureux avec leur fils Dominic Devon demanda même Abby en mariage.